# Niederndorf
Niederndorf est une commune autrichienne du district de Kufstein dans le Tyrol.